# Antônio Dias
Antônio Dias este un oraș din unitatea federativă Minas Gerais, Brazilia.